# Масалки (Нижегородская область)
Масалки — сельский посёлок в Починковском районе Нижегородской области. Входит в состав Ризоватовского сельсовета.
Посёлок располагается на правом берегу реки Алатыря.